# Myiopagis caniceps
Myiopagis caniceps là một loài chim trong họ Tyrannidae.